# FC Barcelona in het seizoen 2009/10
FC Barcelona won een seizoen eerder de landstitel, de Copa del Rey en de Champions League. De verwachtingen waren dan ook hoog en Samuel Eto'o was de enige vaste waarde die vertrok. Voor de positie van Eto'o werd Zlatan Ibrahimović gecontracteerd. Met een bijna identieke spelerskern en dezelfde trainer, Josep Guardiola, was FC Barcelona in elke competitie een van de topfavorieten. Maar in de Copa del Rey werd Barça al in de achtste finales uitgeschakeld door Sevilla FC. In de Champions League deed FC Barcelona het beter, maar de Catalaanse club werd uiteindelijk in de halve finale uitgeschakeld door Internazionale. In de competitie bleef het tot het einde spannend, maar Barcelona bleef aartsrivaal Real Madrid voor en pakte voor de tweede keer op rij de titel.

## Spelerskern

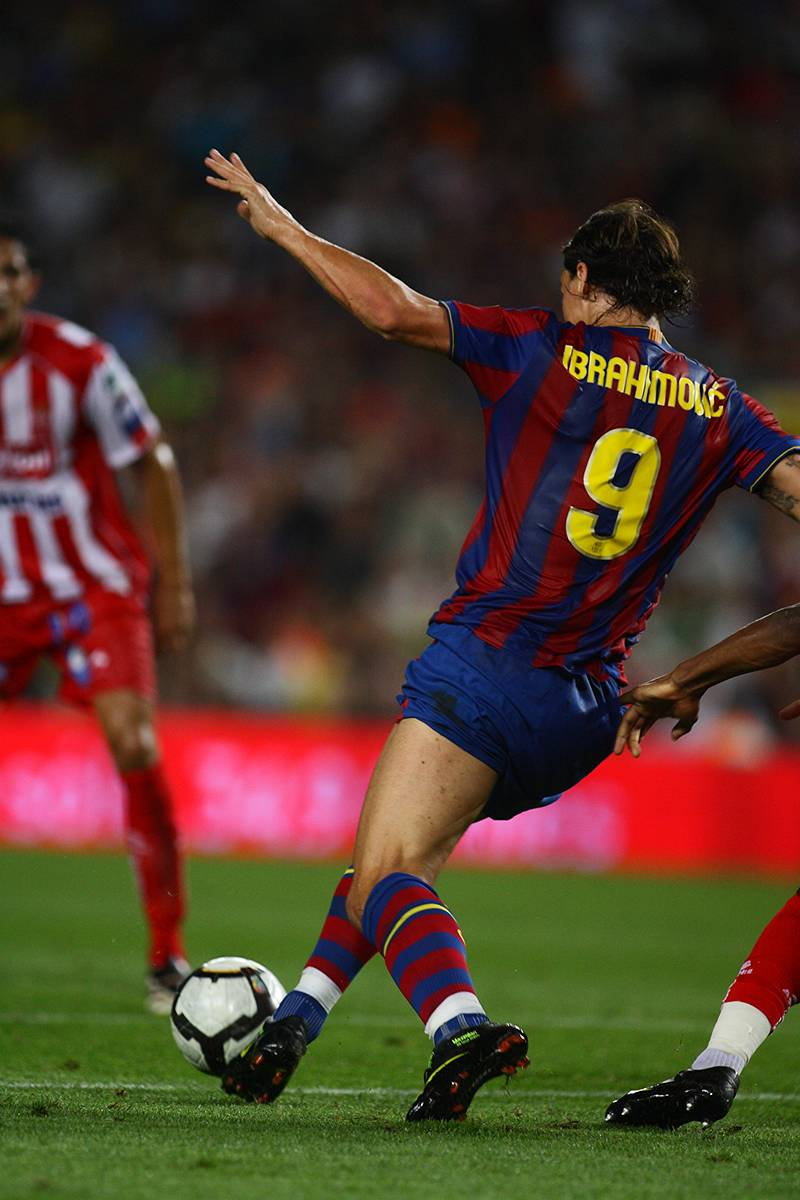
Zlatan Ibrahimović in het shirt van FC Barcelona op 31 augustus 2009.

| No.           | Naam                | Nationaliteit | Geboortedatum | Vorige club                 |
| ------------- | ------------------- | ------------- | ------------- | --------------------------- |
| Keepers       |                     |               |               |                             |
| 1             | Víctor Valdés       | Spanje        | 14-01-1982    | cantera FC Barcelona        |
| 13            | José Manuel Pinto   | Spanje        | 08-11-1975    | 1998-2008 Celta de Vigo     |
| 30            | Rubén Miño          | Spanje        | 18-01-1989    | cantera FC Barcelona        |
| Verdedigers   |                     |               |               |                             |
| 2             | Daniel Alves        | Brazilië      | 06-05-1983    | 2002-2008 Sevilla FC        |
| 3             | Gerard Piqué        | Spanje        | 02-02-1987    | 2007-2008 Manchester United |
| 4             | Rafael Márquez      | Mexico        | 13-02-1979    | 1999-2003 AS Monaco         |
| 5             | Carles Puyol        | Spanje        | 13-04-1978    | cantera FC Barcelona        |
| 18            | Gabriel Milito      | Argentinië    | 07-09-1980    | 2003-2007 Real Zaragoza     |
| 19            | Maxwell             | Brazilië      | 27-08-1981    | 2006-2009 Internazionale    |
| 21            | Dmytro Chygrynskiy  | Oekraïne      | 07-11-1986    | 2006-2009 Sjachtar Donetsk  |
| 22            | Éric Abidal         | Frankrijk     | 11-07-1979    | 2004-2007 Olympique Lyon    |
| 26            | Marc Bartra         | Spanje        | 15-01-1991    | cantera FC Barcelona        |
| 32            | Andreu Fontàs       | Spanje        | 14-02-1989    | cantera FC Barcelona        |
| 33            | Marc Muniesa        | Spanje        | 27-03-1992    | cantera FC Barcelona        |
| Middenvelders |                     |               |               |                             |
| 6             | Xavi Hernández      | Spanje        | 25-01-1980    | cantera FC Barcelona        |
| 8             | Andrés Iniesta      | Spanje        | 11-05-1984    | cantera FC Barcelona        |
| 15            | Seydou Keita        | Mali          | 16-01-1980    | 2007-2008 Sevilla FC        |
| 16            | Sergi Busquets      | Spanje        | 16-07-1988    | cantera FC Barcelona        |
| 24            | Yaya Touré          | Ivoorkust     | 13-05-1983    | 2006-2007 AS Monaco         |
| 27            | Oriol Romeu         | Spanje        | 24-09-1991    | cantera FC Barcelona        |
| 28            | Jonathan Dos Santos | Mexico        | 26-04-1990    | cantera FC Barcelona        |
| 34            | Thiago Alcántara    | Spanje        | 11-04-1991    | cantera FC Barcelona        |
| Aanvallers    |                     |               |               |                             |
| 9             | Zlatan Ibrahimović  | Zweden        | 03-10-1981    | 2006-2009 Internazionale    |
| 10            | Lionel Messi        | Argentinië    | 24-06-1987    | cantera FC Barcelona        |
| 11            | Bojan Krkić         | Spanje        | 28-08-1990    | cantera FC Barcelona        |
| 14            | Thierry Henry       | Frankrijk     | 17-08-1977    | 1999-2007 Arsenal FC        |
| 17            | Pedro               | Spanje        | 28-07-1987    | cantera FC Barcelona        |
| 20            | Jeffrén             | Venezuela     | 20-01-1988    | cantera FC Barcelona        |
| 31            | Gai Assulin         | Israël        | 09-04-1991    | cantera FC Barcelona        |
| 36            | Jonathan Soriano    | Spanje        | 24-09-1985    | 2009 Albacete               |

- = Aanvoerder

### Technische staf
|                 |                        |               |
| Functie         | Naam                   | Nationaliteit |
| Coach           | Josep Guardiola (foto) | Spanje        |
| Assistent-coach | Pieter-Jan Nies        | Spanje        |
| Assistent-coach | Domènec Torrent        | Spanje        |
| Fitnesscoach    | Lorenzo Buenaventura   | Spanje        |
| Keeperstrainer  | Juan Carlos Unzué      | Spanje        |

## Resultaten
Een overzicht van de competities waaraan Barcelona in het seizoen 2009-2010 deelnam.
| Primera División | Copa del Rey | Supercopa | Champions League | UEFA Super Cup | WK voor clubs |
| ---------------- | ------------ | --------- | ---------------- | -------------- | ------------- |
|                  |              |           |                  |                |               |
| Kampioen         | 1/8 finale   | Winnaar   | Halve finale     | Winnaar        | Winnaar       |

## Uitrustingen
Shirtsponsor(s): UNICEF

Sportmerk: Nike
| Thuis | Uit | Alternatief |

## Transfers

### Zomer
| Naam               | Nationaliteit | Van/naar         | Prijs                       |
| ------------------ | ------------- | ---------------- | --------------------------- |
| Inkomend           |               |                  |                             |
| Dmytro Chygrynskiy | Oekraïne      | Sjachtar Donetsk | € 25 miljoen                |
| Henrique           | Brazilië      | Bayer Leverkusen | Terug van uitgeleend        |
| Zlatan Ibrahimović | Zweden        | Internazionale   | € 49 miljoen + Samuel Eto'o |
| Keirrison          | Brazilië      | SE Palmeiras     | € 14 miljoen                |
| Maxwell            | Brazilië      | Internazionale   | € 4,5 miljoen               |
| Jonathan Soriano   | Spanje        | Albacete         | Gratis                      |
| Uitgaand           |               |                  |                             |
| Alberto Botía      | Spanje        | Sporting Gijón   | Uitgeleend                  |
| Martín Cáceres     | Uruguay       | Juventus         | Uitgeleend                  |
| Samuel Eto'o       | Kameroen      | Internazionale   | Onbekend                    |
| Abraham González   | Spanje        | Cádiz CF         | Gratis                      |
| Eiður Guðjohnsen   | IJsland       | AS Monaco        | € 2 miljoen                 |
| Henrique           | Brazilië      | Racing Santander | Uitgeleend                  |
| Aljaksandr Hleb    | Wit-Rusland   | VfB Stuttgart    | Uitgeleend                  |
| Jorquera           | Spanje        | Girona FC        | Gratis                      |
| Keirrison          | Brazilië      | SL Benfica       | Uitgeleend                  |
| Víctor Sánchez     | Spanje        | Xerez CD         | Uitgeleend                  |
| Sylvinho           | Brazilië      | Manchester City  | Einde contract              |
| Xavi Torres        | Spanje        | Málaga CF        | Gratis                      |

### Winter
| Naam      | Nationaliteit | Van/naar      | Prijs                |
| --------- | ------------- | ------------- | -------------------- |
| Inkomend  |               |               |                      |
| Keirrison | Brazilië      | SL Benfica    | Terug van uitgeleend |
| Uitgaand  |               |               |                      |
| Keirrison | Brazilië      | AC Fiorentina | Uitgeleend           |

## Supercopa
FC Barcelona speelde voor aanvang van het seizoen tegen Athletic Bilbao voor de Spaanse Supercup. Barcelona was zowel de landskampioen als de Bekerwinnaar in 2008/09, waardoor de Catalanen het moesten opnemen tegen Bilbao, de verliezende finalist van de Copa del Rey. De Supercopa werd beslist over twee wedstrijden. Barcelona speelde eerst op verplaatsing en nadien thuis. In Camp Nou werd het 3-0 dankzij onder meer twee doelpunten van Lionel Messi.

### Wedstrijden
| Supercopa                                 |                               |             |                    | |                                   |
| Wedstrijddetails                          | Thuisploeg                    | Uitslag     | Uitploeg           | Opstelling | Kaarten                           |
| Finale                                    |                               |             |                    | |                                   |
| 16 augustus 2009 22:00 San Mamés Bilbao   | Athletic Bilbao               | 1-2         | FC Barcelona       | Valdes Dani Alves, Puyol, Piqué, Abidal Xavi (80' Busquets), Yaya Touré, Keita Bojan, Pedro, Henry (72' Jeffrén)                  | 53' Piqué 90' Dani Alves          |
| 16 augustus 2009 22:00 San Mamés Bilbao   | 44' de Marcos                 | 1-0 1-1 1-2 | 58' Xavi 68' Pedro | Valdes Dani Alves, Puyol, Piqué, Abidal Xavi (80' Busquets), Yaya Touré, Keita Bojan, Pedro, Henry (72' Jeffrén)                  | 53' Piqué 90' Dani Alves          |
| 23 augustus 2009 22:00 Camp Nou Barcelona | FC Barcelona                  | 3-0         | Athletic Bilbao    | Valdes Dani Alves, Puyol, Piqué (76' Pedro), Maxwell Xavi, Yaya Touré, Keita Messi, Ibrahimović (71' Bojan), Henry (75' Busquets) | 21' Puyol 33' Yaya Touré 77' Xavi |
| 23 augustus 2009 22:00 Camp Nou Barcelona | 50' Messi 68' Messi 72' Bojan | 1-0 2-0 3-0 |                    | Valdes Dani Alves, Puyol, Piqué (76' Pedro), Maxwell Xavi, Yaya Touré, Keita Messi, Ibrahimović (71' Bojan), Henry (75' Busquets) | 21' Puyol 33' Yaya Touré 77' Xavi |

## UEFA Super Cup
FC Barcelona had in 2009 de UEFA Champions League gewonnen en had zich zo geplaatst voor de Europese Supercup. Barça moest het opnemen tegen Sjachtar Donetsk, de winnaar van de UEFA Cup. Dmytro Chygrynskiy, die op dat ogenblik al zeker was van een overstap naar Barcelona, speelde in de Supercup nog in dienst van Sjachtar.
De finale, die traditioneel in het Stade Louis II in Monaco plaatsvindt, werd pas in de verlengingen beslist. Invaller Pedro scoorde het enige doelpunt van de wedstrijd.

### Wedstrijd
| UEFA Super Cup                               |              |         |                  | |                        |
| Wedstrijddetails                             | Thuisploeg   | Uitslag | Uitploeg         | Opstelling | Kaarten                |
| Finale                                       |              |         |                  | |                        |
| 28 augustus 2009 20:45 Stade Louis II Monaco | FC Barcelona | 1-0     | Sjachtar Donetsk | Valdes Dani Alves, Puyol, Piqué, Abidal Xavi, Yaya Touré (100' Busquets), Keita Messi, Ibrahimović (81' Pedro), Henry (96' Bojan) | 90+3' Messi 107' Pedro |
| 28 augustus 2009 20:45 Stade Louis II Monaco | 115' Pedro   | 1-0     |                  | Valdes Dani Alves, Puyol, Piqué, Abidal Xavi, Yaya Touré (100' Busquets), Keita Messi, Ibrahimović (81' Pedro), Henry (96' Bojan) | 90+3' Messi 107' Pedro |

## FIFA Club World Cup
FC Barcelona mocht in december 2009 als winnaar van de UEFA Champions League deelnemen aan het WK voor Clubs. Barcelona startte in de halve finale en schakelde daarin het Mexicaanse CF Atlante uit. In de finale namen de Catalanen het op tegen het Argentijnse Estudiantes. De finale vond plaats in Abu Dhabi en verliep erg spannend. Barcelona stond bijna een hele wedstrijd 1-0 achter en kwam pas net voor affluiten op gelijke hoogte. In de verlengingen zorgde Messi, die nadien tot Speler van het Toernooi werd uitgeroepen, voor de beslissing.
Het was de eerste keer in de geschiedenis van de club dat Barcelona de Wereldbeker won. Hierdoor veroverde het een zesde beker in één jaar tijd: een record.

### Wedstrijden
| FIFA Club World Cup                                 |             |                 |                                  | |                                 |
| Wedstrijddetails                                    | Thuisploeg  | Uitslag         | Uitploeg                         | Opstelling | Kaarten                         |
| Halve finale                                        |             |                 |                                  | |                                 |
| 16 december 2009 20:00 Sjeik Zayidstadion Abu Dhabi | CF Atlante  | 1-3             | FC Barcelona                     | Valdes Dani Alves, Puyol, Márquez (54' Piqué), Abidal Xavi, Busquets, Yaya Touré (53' Messi), Iniesta (76' Bojan) Ibrahimović, Pedro | 65' Ibrahimović 90+2' Piqué     |
| 16 december 2009 20:00 Sjeik Zayidstadion Abu Dhabi | 5' Rojas    | 1-0 1-1 1-2 1-3 | 35' Busquets 55' Messi 67' Pedro | Valdes Dani Alves, Puyol, Márquez (54' Piqué), Abidal Xavi, Busquets, Yaya Touré (53' Messi), Iniesta (76' Bojan) Ibrahimović, Pedro | 65' Ibrahimović 90+2' Piqué     |
| Finale                                              |             |                 |                                  | |                                 |
| 19 december 2009 20:00 Sjeik Zayidstadion Abu Dhabi | Estudiantes | 1-2             | FC Barcelona                     | Valdes Dani Alves, Puyol, Piqué, Abidal Xavi, Busquets (79' Yaya Touré), Keita (46' Pedro) Messi, Ibrahimović, Henry (83' Jeffrén)   | 23' Messi 82' Henry 118' Valdes |
| 19 december 2009 20:00 Sjeik Zayidstadion Abu Dhabi | 37' Boselli | 1-0 1-1 1-2     | 89' Pedro 110' Messi             | Valdes Dani Alves, Puyol, Piqué, Abidal Xavi, Busquets (79' Yaya Touré), Keita (46' Pedro) Messi, Ibrahimović, Henry (83' Jeffrén)   | 23' Messi 82' Henry 118' Valdes |

## Primera División

### Wedstrijden
| Wedstrijddetails                                                       | Thuisploeg                                                              | Uitslag                     | Uitploeg                                                | Opstelling | Kaarten                                                            |
| ---------------------------------------------------------------------- | ----------------------------------------------------------------------- | --------------------------- | ------------------------------------------------------- | --- | ------------------------------------------------------------------ |
| Heenronde                                                              |                                                                         |                             |                                                         | |                                                                    |
| 31 augustus 2009 22:00u Camp Nou Barcelona                             | FC Barcelona                                                            | 3-0                         | Sporting Gijón                                          | Valdes Dani Alves, Piqué (85' Fontás), Puyol, Maxwell (57' Abidal) Busquets, Xavi, Keita Pedro, Ibrahimović, Bojan (80' Jeffrén)         |                                                                    |
| 31 augustus 2009 22:00u Camp Nou Barcelona                             | 18' Bojan 42' Keita 83' Ibrahimović                                     | 1-0 2-0 3-0                 |                                                         | Valdes Dani Alves, Piqué (85' Fontás), Puyol, Maxwell (57' Abidal) Busquets, Xavi, Keita Pedro, Ibrahimović, Bojan (80' Jeffrén)         |                                                                    |
| 12 september 2009 18:00 Coliseum Alfonso Pérez Getafe                  | Getafe CF                                                               | 0-2                         | FC Barcelona                                            | Valdes Piqué, Puyol (67' Dani Alves), Chygrynskiy, Abidal Yaya Touré, Xavi, Keita Pedro (58' Messi), Ibrahimović, Jeffrén (58' Iniesta)  | 52' Keita                                                          |
| 12 september 2009 18:00 Coliseum Alfonso Pérez Getafe                  |                                                                         | 0-1 0-2                     | 66' Ibrahimović 80' Messi                               | Valdes Piqué, Puyol (67' Dani Alves), Chygrynskiy, Abidal Yaya Touré, Xavi, Keita Pedro (58' Messi), Ibrahimović, Jeffrén (58' Iniesta)  | 52' Keita                                                          |
| 19 september 2009 22:00 Camp Nou Barcelona                             | FC Barcelona                                                            | 5-2                         | Atlético Madrid                                         | Valdes Dani Alves, Piqué (75' Márquez), Chygrynskiy, Maxwell Busquets, Xavi (65' Iniesta), Keita Messi, Ibrahimović (85' Pedro), Henry   | 68' Chygrynskiy                                                    |
| 19 september 2009 22:00 Camp Nou Barcelona                             | 2' Ibrahimović 16' Messi 30' Dani Alves 41' Keita 90' Messi             | 1-0 2-0 3-0 4-0 4-1 4-2 5-2 | 45' Agüero 84' Forlán                                   | Valdes Dani Alves, Piqué (75' Márquez), Chygrynskiy, Maxwell Busquets, Xavi (65' Iniesta), Keita Messi, Ibrahimović (85' Pedro), Henry   | 68' Chygrynskiy                                                    |
| 22 september 2009 22:00 El Sardinero Santander                         | Racing Santander                                                        | 1-4                         | FC Barcelona                                            | Valdes Dani Alves, Piqué (57' Márquez), Puyol, Abidal Busquets, Xavi, Keita Messi (64' Iniesta), Ibrahimović (53' Pedro), Henry          | 45' Ibrahimović                                                    |
| 22 september 2009 22:00 El Sardinero Santander                         | 72' Serrano                                                             | 0-1 0-2 0-3 0-4 1-4         | 20' Ibrahimović 24' Messi 27' Piqué 63' Messi           | Valdes Dani Alves, Piqué (57' Márquez), Puyol, Abidal Busquets, Xavi, Keita Messi (64' Iniesta), Ibrahimović (53' Pedro), Henry          | 45' Ibrahimović                                                    |
| 26 september 2009 20:00 Estadio La Rosaleda Málaga                     | Málaga CF                                                               | 0-2                         | FC Barcelona                                            | Valdes Dani Alves, Puyol, Chygrynskiy (56' Piqué), Abidal Yaya Touré (79' Busquets), Xavi, Keita Messi, Pedro, Henry (29' Ibrahimović)   | 32' Yaya Touré 70' Piqué 70' Ibrahimović                           |
| 26 september 2009 20:00 Estadio La Rosaleda Málaga                     |                                                                         | 0-1 0-2                     | 39' Ibrahimović 59' Piqué                               | Valdes Dani Alves, Puyol, Chygrynskiy (56' Piqué), Abidal Yaya Touré (79' Busquets), Xavi, Keita Messi, Pedro, Henry (29' Ibrahimović)   | 32' Yaya Touré 70' Piqué 70' Ibrahimović                           |
| 3 oktober 2009 20:00 Camp Nou Barcelona                                | FC Barcelona                                                            | 1-0                         | UD Almería                                              | Valdes Dani Alves, Márquez (60' Piqué), Puyol, Maxwell Busquets (76' Keita), Xavi, Iniesta Messi, Ibrahimović, Pedro (76' Yaya Touré)    | 21' Xavi 78' Iniesta 79' Puyol                                     |
| 3 oktober 2009 20:00 Camp Nou Barcelona                                | 31' Pedro                                                               | 1-0                         |                                                         | Valdes Dani Alves, Márquez (60' Piqué), Puyol, Maxwell Busquets (76' Keita), Xavi, Iniesta Messi, Ibrahimović, Pedro (76' Yaya Touré)    | 21' Xavi 78' Iniesta 79' Puyol                                     |
| 17 oktober 2009 22:00 Estadio Mestalla Valencia                        | Valencia CF                                                             | 0-0                         | FC Barcelona                                            | Valdes Dani Alves, Piqué, Puyol, Abidal Keita, Xavi (81' Busquets), Iniesta, Yaya Touré Messi, Pedro (76' Bojan)                         | 78' Piqué 90' Dani Alves                                           |
| 17 oktober 2009 22:00 Estadio Mestalla Valencia                        |                                                                         |                             |                                                         | Valdes Dani Alves, Piqué, Puyol, Abidal Keita, Xavi (81' Busquets), Iniesta, Yaya Touré Messi, Pedro (76' Bojan)                         | 78' Piqué 90' Dani Alves                                           |
| 25 oktober 2009 21:00 Camp Nou Barcelona                               | FC Barcelona                                                            | 6-1                         | Real Zaragoza                                           | Valdes Piqué (73' Márquez), Puyol, Chygrynskiy, Maxwell Keita, Xavi (83' Jeffrén), Iniesta, Busquets Messi, Ibrahimović (72' Bojan)      |                                                                    |
| 25 oktober 2009 21:00 Camp Nou Barcelona                               | 24' Keita 29' Ibrahimović 41' Keita 56' Ibrahimović 80' Messi 86' Keita | 1-0 2-0 3-0 4-0 4-1 5-1 6-1 | 78' López                                               | Valdes Piqué (73' Márquez), Puyol, Chygrynskiy, Maxwell Keita, Xavi (83' Jeffrén), Iniesta, Busquets Messi, Ibrahimović (72' Bojan)      |                                                                    |
| 31 oktober 2009 20:00 Reyno de Navarra Pamplona                        | CA Osasuna                                                              | 1-1                         | FC Barcelona                                            | Valdes Piqué, Puyol, Chygrynskiy (61' Márquez), Abidal Keita, Xavi, Iniesta (90' Pedro), Busquets Messi, Ibrahimović                     | 50' Chygrynskiy 55' Keita 63' Ibrahimović                          |
| 31 oktober 2009 20:00 Reyno de Navarra Pamplona                        | 90' Piqué (e.d.)                                                        | 0-1 1-1                     | 72' Keita                                               | Valdes Piqué, Puyol, Chygrynskiy (61' Márquez), Abidal Keita, Xavi, Iniesta (90' Pedro), Busquets Messi, Ibrahimović                     | 50' Chygrynskiy 55' Keita 63' Ibrahimović                          |
| 7 november 2009 20:00 Camp Nou Barcelona                               | FC Barcelona                                                            | 4-2                         | RCD Mallorca                                            | Valdes Piqué, Puyol, Chygrynskiy, Abidal Keita, Yaya Touré, Busquets (61' Xavi) Pedro (51' Messi), Ibrahimović, Henry (82' Iniesta)      | 66' Keita                                                          |
| 7 november 2009 20:00 Camp Nou Barcelona                               | 11' Pedro 40' Pedro 44' Henry 87' Messi                                 | 1-0 1-1 2-1 3-1 4-1 4-2     | 20' Nunes 90' A. Keita                                  | Valdes Piqué, Puyol, Chygrynskiy, Abidal Keita, Yaya Touré, Busquets (61' Xavi) Pedro (51' Messi), Ibrahimović, Henry (82' Iniesta)      | 66' Keita                                                          |
| 21 november 2009 22:00 San Mamés Bilbao                                | Athletic Bilbao                                                         | 1-1                         | FC Barcelona                                            | Valdes Dani Alves, Piqué, Chygrynskiy, Maxwell Keita, Xavi (84' Henry), Iniesta, Busquets Messi (76' Bojan), Pedro                       | 65' Keita                                                          |
| 21 november 2009 22:00 San Mamés Bilbao                                | 63' Toquero                                                             | 0-1 1-1                     | 54' Dani Alves                                          | Valdes Dani Alves, Piqué, Chygrynskiy, Maxwell Keita, Xavi (84' Henry), Iniesta, Busquets Messi (76' Bojan), Pedro                       | 65' Keita                                                          |
| 29 november 2009 19:00 Camp Nou Barcelona                              | FC Barcelona                                                            | 1-0                         | Real Madrid                                             | Valdes Dani Alves, Piqué, Puyol, Abidal Keita (66' Yaya Touré), Xavi, Iniesta, Busquets Messi, Henry (51' Ibrahimović)                   | 62' Busquets                                                       |
| 29 november 2009 19:00 Camp Nou Barcelona                              | 56' Ibrahimović                                                         | 1-0                         |                                                         | Valdes Dani Alves, Piqué, Puyol, Abidal Keita (66' Yaya Touré), Xavi, Iniesta, Busquets Messi, Henry (51' Ibrahimović)                   | 62' Busquets                                                       |
| 2 december 2009 22:00 Estadio Municipal de Chapín Jerez de la Frontera | Xerez CD                                                                | 0-2                         | FC Barcelona                                            | Valdes Dani Alves, Márquez, Chygrynskiy, Maxwell Keita, Xavi, Yaya Touré Bojan (66' Ibrahimović), Henry (83' Iniesta), Pedro (55' Messi) |                                                                    |
| 2 december 2009 22:00 Estadio Municipal de Chapín Jerez de la Frontera |                                                                         | 0-1 0-2                     | 47' Henry 90' Ibrahimović                               | Valdes Dani Alves, Márquez, Chygrynskiy, Maxwell Keita, Xavi, Yaya Touré Bojan (66' Ibrahimović), Henry (83' Iniesta), Pedro (55' Messi) |                                                                    |
| 5 december 2009 22:00 Estadio Municipal de Riazor La Coruña            | Deportivo La Coruña                                                     | 1-3                         | FC Barcelona                                            | Valdes Dani Alves, Piqué, Puyol, Abidal Iniesta (89' Keita), Xavi, Busquets Messi, Ibrahimović, Henry (70' Pedro)                        | 48' Dani Alves 77' Abidal                                          |
| 5 december 2009 22:00 Estadio Municipal de Riazor La Coruña            | 39' Adrián                                                              | 0-1 1-1 1-2 1-3             | 27' Messi 80' Messi 87' Ibrahimović                     | Valdes Dani Alves, Piqué, Puyol, Abidal Iniesta (89' Keita), Xavi, Busquets Messi, Ibrahimović, Henry (70' Pedro)                        | 48' Dani Alves 77' Abidal                                          |
| 12 december 2009 20:00 Camp Nou Barcelona                              | FC Barcelona                                                            | 1-0                         | RCD Espanyol                                            | Valdes Dani Alves, Piqué, Puyol, Maxwell Iniesta, Xavi, Yaya Touré (85' Busquets) Pedro (60' Keita), Ibrahimović vic (76' Bojan), Henry  | 31' Ibrahimović 84' Piqué 87' Puyol                                |
| 12 december 2009 20:00 Camp Nou Barcelona                              | 39' Ibrahimović                                                         | 1-0                         |                                                         | Valdes Dani Alves, Piqué, Puyol, Maxwell Iniesta, Xavi, Yaya Touré (85' Busquets) Pedro (60' Keita), Ibrahimović vic (76' Bojan), Henry  | 31' Ibrahimović 84' Piqué 87' Puyol                                |
| 2 januari 2010 20:00 Camp Nou Barcelona                                | FC Barcelona                                                            | 1-1                         | Villarreal CF                                           | Valdes Dani Alves, Piqué, Puyol, Abidal Dos Santos (58' Iniesta), Xavi, Busquets Pedro (86' Bojan), Ibrahimović, Henry                   | 37' Puyol 88' Ibrahimović                                          |
| 2 januari 2010 20:00 Camp Nou Barcelona                                | 7' Pedro                                                                | 1-0                         | 51' Fuster                                              | Valdes Dani Alves, Piqué, Puyol, Abidal Dos Santos (58' Iniesta), Xavi, Busquets Pedro (86' Bojan), Ibrahimović, Henry                   | 37' Puyol 88' Ibrahimović                                          |
| 10 januari 2010 21:00 Heliodoro Rodríguez López Santa Cruz             | CD Tenerife                                                             | 0-5                         | FC Barcelona                                            | Valdes Dani Alves, Márquez, Puyol (84' Milito), Maxwell Iniesta (77' Pedro), Xavi (86' Chygrynskiy), Busquets Messi, Henry, Bojan        | 21' Márquez 42' Puyol                                              |
| 10 januari 2010 21:00 Heliodoro Rodríguez López Santa Cruz             |                                                                         | 0-1 0-2 0-3 0-4 0-5         | 36' Messi 44' Puyol 45' Messi 75' Messi 85' Luna (e.d.) | Valdes Dani Alves, Márquez, Puyol (84' Milito), Maxwell Iniesta (77' Pedro), Xavi (86' Chygrynskiy), Busquets Messi, Henry, Bojan        | 21' Márquez 42' Puyol                                              |
| 16 januari 2010 22:00 Camp Nou Barcelona                               | FC Barcelona                                                            | 4-0                         | Sevilla FC                                              | Valdes Dani Alves, Piqué, Puyol (46' Márquez), Abidal Iniesta (87' Bojan), Xavi, Busquets Messi, Ibrahimović, Henry (64' Pedro)          |                                                                    |
| 16 januari 2010 22:00 Camp Nou Barcelona                               | 49' Escudé (e.d.) 70' Pedro 85' Messi 90' Messi                         | 1-0 2-0 3-0 4-0             |                                                         | Valdes Dani Alves, Piqué, Puyol (46' Márquez), Abidal Iniesta (87' Bojan), Xavi, Busquets Messi, Ibrahimović, Henry (64' Pedro)          |                                                                    |
| 23 januari 2010 20:00 Municipal José Zorrilla Valladolid               | Real Valladolid                                                         | 0-3                         | FC Barcelona                                            | Valdes Dani Alves, Piqué (61' Milito), Puyol, Abidal Iniesta, Xavi, Keita (79' Chygrynskiy)) Messi, Ibrahimović, Henry (82' Bojan)       | 43' Piqué 51' Keita                                                |
| 23 januari 2010 20:00 Municipal José Zorrilla Valladolid               |                                                                         | 0-1 0-2 0-3                 | 20' Xavi 22' Dani Alves 57' Messi                       | Valdes Dani Alves, Piqué (61' Milito), Puyol, Abidal Iniesta, Xavi, Keita (79' Chygrynskiy)) Messi, Ibrahimović, Henry (82' Bojan)       | 43' Piqué 51' Keita                                                |
| Terugronde                                                             |                                                                         |                             |                                                         | |                                                                    |
| 30 januari 2010 20:00 El Molinón Gijón                                 | Sporting Gijón                                                          | 0-1                         | FC Barcelona                                            | Valdes Piqué, Márquez, Puyol, Abidal Xavi, Iniesta, Busquets Messi, Ibrahimović, Pedro (90' Bojan)                                       | 59' Pedro 81' Messi 90' Puyol                                      |
| 30 januari 2010 20:00 El Molinón Gijón                                 |                                                                         | 0-1                         | 29' Pedro                                               | Valdes Piqué, Márquez, Puyol, Abidal Xavi, Iniesta, Busquets Messi, Ibrahimović, Pedro (90' Bojan)                                       | 59' Pedro 81' Messi 90' Puyol                                      |
| 6 februari 2010 20:00 Camp Nou Barcelona                               | FC Barcelona                                                            | 2-1                         | Getafe CF                                               | Valdes Piqué, Milito, Maxwell, Abidal Xavi, Iniesta (90' Pedro), Keita, Yaya Touré (58' Márquez) Messi, Ibrahimović (52' Busquets)       | 24' Maxwell 25' Piqué 27' Xavi 82' Busquets 90' Márquez            |
| 6 februari 2010 20:00 Camp Nou Barcelona                               | 7' Messi 67' Xavi                                                       | 1-0 2-0 2-1                 | 90' Soldado                                             | Valdes Piqué, Milito, Maxwell, Abidal Xavi, Iniesta (90' Pedro), Keita, Yaya Touré (58' Márquez) Messi, Ibrahimović (52' Busquets)       | 24' Maxwell 25' Piqué 27' Xavi 82' Busquets 90' Márquez            |
| 14 februari 2010 21:00 Estadio Vicente Calderón Madrid                 | Atlético Madrid                                                         | 2-1                         | FC Barcelona                                            | Valdes Puyol, Milito, Maxwell Xavi (78' Bojan), Iniesta, Keita (7' Pedro), Busquets Messi, Ibrahimović, Jeffrén (60' Bartra)             | 29' Jeffrén 67' Maxwell 75' Busquets 80' Puyol 89' Ibrahimović     |
| 14 februari 2010 21:00 Estadio Vicente Calderón Madrid                 | 9' Forlán 23' Simão                                                     | 1-0 2-0 2-1                 | 27' Ibrahimović                                         | Valdes Puyol, Milito, Maxwell Xavi (78' Bojan), Iniesta, Keita (7' Pedro), Busquets Messi, Ibrahimović, Jeffrén (60' Bartra)             | 29' Jeffrén 67' Maxwell 75' Busquets 80' Puyol 89' Ibrahimović     |
| 20 februari 2010 20:00 Camp Nou Barcelona                              | FC Barcelona                                                            | 4-0                         | Racing Santander                                        | Valdes Piqué, Márquez, Puyol (68' Jeffrén), Maxwell Iniesta, Busquets, Yaya Touré (77' Alcántara) Messi, Bojan, Henry (76' Pedro)        | 39' Márquez 43' Yaya Touré 54' Henry                               |
| 20 februari 2010 20:00 Camp Nou Barcelona                              | 7' Iniesta 29' Henry 34' Márquez 84' Alcántara                          | 1-0 2-0 3-0 4-0             |                                                         | Valdes Piqué, Márquez, Puyol (68' Jeffrén), Maxwell Iniesta, Busquets, Yaya Touré (77' Alcántara) Messi, Bojan, Henry (76' Pedro)        | 39' Márquez 43' Yaya Touré 54' Henry                               |
| 27 februari 2010 22:00 Camp Nou Barcelona                              | FC Barcelona                                                            | 4-0                         | Málaga CF                                               | Valdes Dani Alves, Piqué, Puyol, Maxwell Xavi, Iniesta, Busquets Messi, Ibrahimović, Pedro (86' Bojan)                                   | 42' Piqué                                                          |
| 27 februari 2010 22:00 Camp Nou Barcelona                              | 69' Pedro 84' Messi                                                     | 1-0 1-1 2-1                 | 81' Valdo                                               | Valdes Dani Alves, Piqué, Puyol, Maxwell Xavi, Iniesta, Busquets Messi, Ibrahimović, Pedro (86' Bojan)                                   | 42' Piqué                                                          |
| 6 maart 2010 20:00 Estadio de los Juegos Mediterráneos Almería         | UD Almería                                                              | 2-2                         | FC Barcelona                                            | Valdes Dani Alves, Puyol, Milito, Maxwell Xavi, Iniesta, Yaya Touré (74' Busquets) Messi, Ibrahimović, Pedro                             | 60' Ibrahimović                                                    |
| 6 maart 2010 20:00 Estadio de los Juegos Mediterráneos Almería         | 12' Cisma 57' Puyol (e.d.)                                              | 1-0 1-1 2-1 2-2             | 42' Messi 66' Messi                                     | Valdes Dani Alves, Puyol, Milito, Maxwell Xavi, Iniesta, Yaya Touré (74' Busquets) Messi, Ibrahimović, Pedro                             | 60' Ibrahimović                                                    |
| 14 maart 2010 19:00 Camp Nou Barcelona                                 | FC Barcelona                                                            | 3-0                         | Valencia CF                                             | Valdes Dani Alves, Piqué, Milito, Maxwell Xavi, Iniesta (86' Jeffrén), Busquets Messi (89' Yaya Touré), Bojan (46' Henry), Pedro         | 90' Piqué                                                          |
| 14 maart 2010 19:00 Camp Nou Barcelona                                 | 56' Messi 81' Messi 83' Messi                                           | 1-0 2-0 3-0                 |                                                         | Valdes Dani Alves, Piqué, Milito, Maxwell Xavi, Iniesta (86' Jeffrén), Busquets Messi (89' Yaya Touré), Bojan (46' Henry), Pedro         | 90' Piqué                                                          |
| 21 maart 2010 21:00 La Romareda Zaragoza                               | Real Zaragoza                                                           | 2-4                         | FC Barcelona                                            | Valdes Dani Alves, Piqué (69' Puyol), Milito (73' Márquez), Maxwell Keita, Busquets, Yaya Touré (63' Iniesta) Messi, Ibrahimović, Pedro  | 39' Yaya Touré 77' Maxwell 84' Dani Alves                          |
| 21 maart 2010 21:00 La Romareda Zaragoza                               | 85' Colunga 89' Colunga                                                 | 0-1 0-2 0-3 1-3 2-3 2-4     | 5' Messi 66' Messi 78' Messi 90' Ibrahimović            | Valdes Dani Alves, Piqué (69' Puyol), Milito (73' Márquez), Maxwell Keita, Busquets, Yaya Touré (63' Iniesta) Messi, Ibrahimović, Pedro  | 39' Yaya Touré 77' Maxwell 84' Dani Alves                          |
| 24 maart 2010 20:00 Camp Nou Barcelona                                 | FC Barcelona                                                            | 2-0                         | CA Osasuna                                              | Valdes Dani Alves, Puyol, Milito, Maxwell Busquets (69' Keita), Iniesta, Yaya Touré Messi, Ibrahimović (74' Bojan), Henry (46' Pedro)    | 39' Busquets 51' Iniesta 70' Dani Alves 85' Messi                  |
| 24 maart 2010 20:00 Camp Nou Barcelona                                 | 73' Ibrahimović 89' Bojan                                               | 1-0 2-0                     |                                                         | Valdes Dani Alves, Puyol, Milito, Maxwell Busquets (69' Keita), Iniesta, Yaya Touré Messi, Ibrahimović (74' Bojan), Henry (46' Pedro)    | 39' Busquets 51' Iniesta 70' Dani Alves 85' Messi                  |
| 27 maart 2010 20:00 ONO Estadi Palma de Mallorca                       | RCD Mallorca                                                            | 0-1                         | FC Barcelona                                            | Valdes Dani Alves, Puyol, Milito, Maxwell Keita, Iniesta (51' Messi), Yaya Touré (61' Xavi) Jeffrén (76' Dos Santos), Ibrahimović, Pedro | 34' Milito 85' Keita 90' Dani Alves                                |
| 27 maart 2010 20:00 ONO Estadi Palma de Mallorca                       |                                                                         | 0-1                         | 63' Ibrahimović                                         | Valdes Dani Alves, Puyol, Milito, Maxwell Keita, Iniesta (51' Messi), Yaya Touré (61' Xavi) Jeffrén (76' Dos Santos), Ibrahimović, Pedro | 34' Milito 85' Keita 90' Dani Alves                                |
| 3 april 2010 20:00 Camp Nou Barcelona                                  | FC Barcelona                                                            | 4-1                         | Athletic Bilbao                                         | Valdes Piqué, Puyol, Chygrynskiy, Maxwell Busquets (54' Xavi), Yaya Touré (76' Dos Santos), Abidal Messi, Bojan, Jeffrén (60' Pedro)     | 61' Yaya Touré                                                     |
| 3 april 2010 20:00 Camp Nou Barcelona                                  | 27' Jeffrén 40' Bojan 59' Bojan 67' Messi                               | 1-0 2-0 3-0 4-0 4-1         | 77' Susaeta                                             | Valdes Piqué, Puyol, Chygrynskiy, Maxwell Busquets (54' Xavi), Yaya Touré (76' Dos Santos), Abidal Messi, Bojan, Jeffrén (60' Pedro)     | 61' Yaya Touré                                                     |
| 10 april 2010 22:00 Estadio Santiago Bernabéu Madrid                   | Real Madrid                                                             | 0-2                         | FC Barcelona                                            | Valdes Dani Alves, Piqué, Puyol, Milito (79' Márquez) Xavi, Busquets, Keita, Maxwell (64' Iniesta) Messi, Pedro                          | 20' Messi 31' Xavi 39' Dani Alves 52' Maxwell                      |
| 10 april 2010 22:00 Estadio Santiago Bernabéu Madrid                   |                                                                         | 0-1 0-2                     | 32' Messi 56' Pedro                                     | Valdes Dani Alves, Piqué, Puyol, Milito (79' Márquez) Xavi, Busquets, Keita, Maxwell (64' Iniesta) Messi, Pedro                          | 20' Messi 31' Xavi 39' Dani Alves 52' Maxwell                      |
| 14 april 2010 22:00 Camp Nou Barcelona                                 | FC Barcelona                                                            | 3-0                         | Deportivo La Coruña                                     | Valdes Dani Alves, Piqué, Márquez, Maxwell Xavi (77' Busquets), Yaya Touré, Messi Pedro, Bojan (73' Henry), Jeffrén (51' Keita)          |                                                                    |
| 14 april 2010 22:00 Camp Nou Barcelona                                 | 16' Bojan 69' Pedro 72' Yaya Touré                                      | 1-0 2-0 3-0                 |                                                         | Valdes Dani Alves, Piqué, Márquez, Maxwell Xavi (77' Busquets), Yaya Touré, Messi Pedro, Bojan (73' Henry), Jeffrén (51' Keita)          |                                                                    |
| 17 april 2010 20:00 Estadi Cornellà-El Prat Barcelona                  | RCD Espanyol                                                            | 0-0                         | FC Barcelona                                            | Valdes Dani Alves, Piqué, Puyol, Milito (57' Keita) Xavi, Busquets, Yaya Touré (57' Henry), Maxwell Messi, Pedro (83' Ibrahimović)       | 32' Milito 62' Dani Alves 82' Keita                                |
| 17 april 2010 20:00 Estadi Cornellà-El Prat Barcelona                  |                                                                         |                             |                                                         | Valdes Dani Alves, Piqué, Puyol, Milito (57' Keita) Xavi, Busquets, Yaya Touré (57' Henry), Maxwell Messi, Pedro (83' Ibrahimović)       | 32' Milito 62' Dani Alves 82' Keita                                |
| 24 april 2010 18:00 Camp Nou Barcelona                                 | FC Barcelona                                                            | 3-1                         | Xerez CD                                                | Valdes Márquez (53' Piqué), Puyol, Chygrynskiy, Maxwell Xavi, Keita, Yaya Touré Jeffrén (52' Messi), Ibrahimović, Henry (74' Bojan)      | 78' Bojan                                                          |
| 24 april 2010 18:00 Camp Nou Barcelona                                 | 14' Jeffrén 24' Henry 56' Ibrahimović                                   | 1-0 2-0 2-1 3-1             | 25' Bermejo                                             | Valdes Márquez (53' Piqué), Puyol, Chygrynskiy, Maxwell Xavi, Keita, Yaya Touré Jeffrén (52' Messi), Ibrahimović, Henry (74' Bojan)      | 78' Bojan                                                          |
| 1 mei 2010 22:00 El Madrigal Villarreal de los Infantes                | Villarreal CF                                                           | 1-4                         | FC Barcelona                                            | Valdes Dani Alves, Piqué, Puyol, Maxwell Xavi, Keita, Busquets (81' Yaya Touré) Messi (90' Jeffrén), Bojan (85' Ibrahimović), Pedro      | 53' Keita 63' Busquets 73' Puyol                                   |
| 1 mei 2010 22:00 El Madrigal Villarreal de los Infantes                | 67' Llorente                                                            | 0-1 0-2 0-3 1-3 1-4         | 18' Messi 34' Xavi 42' Bojan 88' Messi                  | Valdes Dani Alves, Piqué, Puyol, Maxwell Xavi, Keita, Busquets (81' Yaya Touré) Messi (90' Jeffrén), Bojan (85' Ibrahimović), Pedro      | 53' Keita 63' Busquets 73' Puyol                                   |
| 4 mei 2010 20:00 Camp Nou Barcelona                                    | FC Barcelona                                                            | 4-1                         | CD Tenerife                                             | Valdes Dani Alves, Piqué (46' Pedro), Puyol, Maxwell Xavi, Keita, Yaya Touré Messi, Ibrahimović (66' Busquets), Bojan (81' Henry)        |                                                                    |
| 4 mei 2010 20:00 Camp Nou Barcelona                                    | 17' Messi 63' Bojan 77' Pedro 90+3' Messi                               | 1-0 1-1 2-1 3-1 4-1         | 39' Martínez                                            | Valdes Dani Alves, Piqué (46' Pedro), Puyol, Maxwell Xavi, Keita, Yaya Touré Messi, Ibrahimović (66' Busquets), Bojan (81' Henry)        |                                                                    |
| 8 mei 2010 21:00 Estadio Ramón Sánchez Pizjuán Sevilla                 | Sevilla FC                                                              | 2-3                         | FC Barcelona                                            | Valdes Dani Alves, Piqué, Puyol, Maxwell (66' Abidal) Xavi (87' Yaya Touré), Keita, Busquets Messi, Bojan (90+2' Jeffrén), Pedro         | 22' Busquets 44' Pedro 54' Maxwell 72' Xavi 87' Bojan 90+3' Valdes |
| 8 mei 2010 21:00 Estadio Ramón Sánchez Pizjuán Sevilla                 | 69' Kanouté 71' Fabiana                                                 | 0-1 0-2 0-3 1-3 2-3         | 5' Messi 28' Bojan 62' Pedro                            | Valdes Dani Alves, Piqué, Puyol, Maxwell (66' Abidal) Xavi (87' Yaya Touré), Keita, Busquets Messi, Bojan (90+2' Jeffrén), Pedro         | 22' Busquets 44' Pedro 54' Maxwell 72' Xavi 87' Bojan 90+3' Valdes |
| 16 mei 2010 19:00 Camp Nou Barcelona                                   | FC Barcelona                                                            | 4-0                         | Real Valladolid                                         | Valdes Dani Alves (80' Ibrahimović), Piqué, Puyol, Abidal Busquets, Yaya Touré, Keita Messi, Bojan (78' Henry), Pedro (86' Iniesta)      | 68' Dani Alves                                                     |
| 16 mei 2010 19:00 Camp Nou Barcelona                                   | 27' Prieto (e.d.) 31' Pedro 62' Messi 76' Messi                         | 1-0 2-0 3-0 4-0             |                                                         | Valdes Dani Alves (80' Ibrahimović), Piqué, Puyol, Abidal Busquets, Yaya Touré, Keita Messi, Bojan (78' Henry), Pedro (86' Iniesta)      | 68' Dani Alves                                                     |

### Statistieken
| No. | Naam                | Wedstr. |    |   |   |    |    |
| --- | ------------------- | ------- | -- | - | - | -- | -- |
| 1   | Víctor Valdés       | 38      | 0  | 1 | 0 | 0  | 0  |
| 2   | Daniel Alves        | 29      | 3  | 7 | 1 | 1  | 1  |
| 3   | Gerard Piqué        | 32      | 2  | 6 | 1 | 3  | 7  |
| 4   | Rafael Márquez      | 15      | 1  | 2 | 1 | 8  | 2  |
| 5   | Carles Puyol        | 32      | 1  | 7 | 0 | 1  | 4  |
| 6   | Xavi Hernández      | 34      | 3  | 3 | 0 | 3  | 8  |
| 8   | Andrés Iniesta      | 29      | 1  | 2 | 0 | 9  | 7  |
| 9   | Zlatan Ibrahimović  | 29      | 16 | 6 | 1 | 6  | 7  |
| 10  | Lionel Messi        | 35      | 34 | 3 | 0 | 5  | 4  |
| 11  | Bojan Krkić         | 23      | 8  | 2 | 0 | 12 | 8  |
| 13  | José Manuel Pinto   | 0       | 0  | 0 | 0 | 0  | 0  |
| 14  | Thierry Henry       | 21      | 4  | 1 | 0 | 6  | 10 |
| 15  | Seydou Keita        | 29      | 6  | 8 | 0 | 6  | 3  |
| 16  | Sergi Busquets      | 33      | 0  | 5 | 1 | 7  | 5  |
| 17  | Pedro               | 34      | 12 | 2 | 0 | 12 | 11 |
| 18  | Gabriel Milito      | 11      | 0  | 2 | 0 | 2  | 3  |
| 19  | Maxwell             | 25      | 0  | 5 | 0 | 0  | 3  |
| 20  | Jeffrén             | 12      | 2  | 1 | 0 | 6  | 6  |
| 21  | Dmytro Chygrynskiy  | 12      | 0  | 2 | 0 | 2  | 2  |
| 22  | Éric Abidal         | 17      | 0  | 1 | 0 | 2  | 0  |
| 24  | Yaya Touré          | 23      | 1  | 4 | 0 | 5  | 9  |
| 26  | Marc Bartra         | 1       | 0  | 0 | 0 | 1  | 0  |
| 27  | Oriol Romeu         | 0       | 0  | 0 | 0 | 0  | 0  |
| 28  | Jonathan Dos Santos | 3       | 0  | 0 | 0 | 2  | 1  |
| 30  | Rubén Miño          | 0       | 0  | 0 | 0 | 0  | 0  |
| 31  | Gai Assulin         | 0       | 0  | 0 | 0 | 0  | 0  |
| 32  | Andreu Fontàs       | 1       | 0  | 0 | 0 | 1  | 0  |
| 33  | Marc Muniesa        | 0       | 0  | 0 | 0 | 0  | 0  |
| 34  | Thiago Alcántara    | 1       | 1  | 0 | 0 | 1  | 0  |
| 36  | Jonathan Soriano    | 0       | 0  | 0 | 0 | 0  | 0  |

## Copa del Rey
FC Barcelona begon aan de Copa del Rey als titelverdediger. In de eerste ronde wachtte CD Leonesa, een club uit de Segunda División B. Barcelona kwam nooit in de problemen en plaatste zich met een veredeld B-elftal voor de 1/8 finales. Daarin raakten de spelers van Pep Guardiola niet voorbij Sevilla FC. Barcelona werd uitgeschakeld omdat Sevilla één keer meer op verplaatsing had gescoord.

### Wedstrijden
| Copa del Rey                                                |                                                  |                     |                       | |                                                                            |
| Wedstrijddetails                                            | Thuisploeg                                       | Uitslag             | Uitploeg              | Opstelling | Kaarten                                                                    |
| 1/16 finale                                                 |                                                  |                     |                       | |                                                                            |
| 28 oktober 2009 22:00 Nuevo Estadio Antonio Amilivia Léon   | CD Leonesa (IIb)                                 | 0-2                 | FC Barcelona          | Pinto Márquez, Chygrynskiy, Maxwell Keita (79' Dos Santos), Busquets, Yaya Touré, Assulin (56' Abidal) Pedro, Bojan, Jeffrén (84' Soriano) | 30' Jeffrén                                                                |
| 28 oktober 2009 22:00 Nuevo Estadio Antonio Amilivia Léon   |                                                  | 0-1 0-2             | 40' Pedro 63' Pedro   | Pinto Márquez, Chygrynskiy, Maxwell Keita (79' Dos Santos), Busquets, Yaya Touré, Assulin (56' Abidal) Pedro, Bojan, Jeffrén (84' Soriano) | 30' Jeffrén                                                                |
| 10 november 2009 22:00 Camp Nou Barcelona                   | FC Barcelona                                     | 5-0                 | CD Leonesa (IIb)      | Pinto Dani Alves, Márquez, Puyol (61' Messi), Maxwell Iniesta (67' Xavi), Dos Santos, Busquets Pedro, Bojan, Jeffrén (59' Fontás)          |                                                                            |
| 10 november 2009 22:00 Camp Nou Barcelona                   | 52' Bojan 54' Bojan 64' Pedro 66' Messi 75' Xavi | 1-0 2-0 3-0 4-0 5-0 |                       | Pinto Dani Alves, Márquez, Puyol (61' Messi), Maxwell Iniesta (67' Xavi), Dos Santos, Busquets Pedro, Bojan, Jeffrén (59' Fontás)          |                                                                            |
| 1/8 finale                                                  |                                                  |                     |                       | |                                                                            |
| 5 januari 2010 22:00 Camp Nou Barcelona                     | FC Barcelona                                     | 1-2                 | Sevilla FC            | Pinto Dani Alves, Márquez, Milito (65' Busquets), Maxwell Iniesta, Chygrynskiy, Alcántara (46' Xavi) Messi, Bojan, Pedro (46' Ibrahimović) | 40' Alcántara 44' Márquez 52' Milito 74' Chygrynskiy 79' Bojan 82' Maxwell |
| 5 januari 2010 22:00 Camp Nou Barcelona                     | 70' Ibrahimović                                  | 0-1 1-1 1-2         | 60' Capel 75' Negredo | Pinto Dani Alves, Márquez, Milito (65' Busquets), Maxwell Iniesta, Chygrynskiy, Alcántara (46' Xavi) Messi, Bojan, Pedro (46' Ibrahimović) | 40' Alcántara 44' Márquez 52' Milito 74' Chygrynskiy 79' Bojan 82' Maxwell |
| 13 januari 2010 22:00 Estadio Ramón Sánchez Pizjuán Sevilla | Sevilla FC                                       | 0-1                 | FC Barcelona          | Pinto Dani Alves (84' Bojan), Piqué, Puyol, Abidal Xavi, Iniesta, Busquets Messi, Ibrahimović (84' Pedro), Henry                           | 75' Messi 88' Henry 89' Piqué                                              |
| 13 januari 2010 22:00 Estadio Ramón Sánchez Pizjuán Sevilla |                                                  | 0-1                 | 64' Xavi              | Pinto Dani Alves (84' Bojan), Piqué, Puyol, Abidal Xavi, Iniesta, Busquets Messi, Ibrahimović (84' Pedro), Henry                           | 75' Messi 88' Henry 89' Piqué                                              |

### Statistieken
| No. | Naam                | Wedstr. |   |   |   |   |   |
| --- | ------------------- | ------- | - | - | - | - | - |
| 1   | Víctor Valdés       | 0       | 0 | 0 | 0 | 0 | 0 |
| 2   | Daniel Alves        | 3       | 0 | 0 | 0 | 0 | 1 |
| 3   | Gerard Piqué        | 1       | 0 | 0 | 1 | 0 | 0 |
| 4   | Rafael Márquez      | 3       | 0 | 1 | 0 | 0 | 0 |
| 5   | Carles Puyol        | 2       | 0 | 0 | 0 | 0 | 1 |
| 6   | Xavi Hernández      | 3       | 2 | 0 | 0 | 2 | 0 |
| 8   | Andrés Iniesta      | 3       | 0 | 0 | 0 | 0 | 1 |
| 9   | Zlatan Ibrahimović  | 2       | 1 | 0 | 0 | 1 | 1 |
| 10  | Lionel Messi        | 3       | 1 | 1 | 0 | 1 | 0 |
| 11  | Bojan Krkić         | 4       | 2 | 1 | 0 | 1 | 0 |
| 13  | José Manuel Pinto   | 4       | 0 | 0 | 0 | 0 | 0 |
| 14  | Thierry Henry       | 1       | 0 | 1 | 0 | 0 | 0 |
| 15  | Seydou Keita        | 1       | 0 | 0 | 0 | 0 | 1 |
| 16  | Sergi Busquets      | 4       | 0 | 0 | 0 | 1 | 0 |
| 17  | Pedro               | 4       | 3 | 0 | 0 | 1 | 1 |
| 18  | Gabriel Milito      | 1       | 0 | 1 | 0 | 0 | 1 |
| 19  | Maxwell             | 3       | 0 | 1 | 0 | 0 | 0 |
| 20  | Jeffrén             | 2       | 0 | 1 | 0 | 0 | 2 |
| 21  | Dmytro Chygrynskiy  | 2       | 0 | 1 | 0 | 0 | 0 |
| 22  | Éric Abidal         | 2       | 0 | 0 | 0 | 1 | 0 |
| 24  | Yaya Touré          | 1       | 0 | 0 | 0 | 0 | 0 |
| 26  | Marc Bartra         | 0       | 0 | 0 | 0 | 0 | 0 |
| 27  | Oriol Romeu         | 0       | 0 | 0 | 0 | 0 | 0 |
| 28  | Jonathan Dos Santos | 2       | 0 | 0 | 0 | 1 | 0 |
| 30  | Rubén Miño          | 0       | 0 | 0 | 0 | 0 | 0 |
| 31  | Gai Assulin         | 1       | 0 | 0 | 0 | 0 | 1 |
| 32  | Andreu Fontàs       | 1       | 0 | 0 | 0 | 1 | 0 |
| 33  | Marc Muniesa        | 0       | 0 | 0 | 0 | 0 | 0 |
| 34  | Thiago Alcántara    | 1       | 0 | 1 | 0 | 0 | 1 |
| 36  | Jonathan Soriano    | 1       | 0 | 0 | 0 | 1 | 0 |

## Champions League
FC Barcelona verdiende als kampioen van Spanje en als eindwinnaar van de Champions League een nieuwe deelname aan het grootste Europese toernooi. FC Barcelona kwam in Groep F samen met Internazionale, Roebin Kazan en FC Dynamo Kiev. Inter was op papier de moeilijkste tegenstander, maar in praktijk bleek dat Roebin Kazan te zijn. De kampioen van Rusland won in Camp Nou verrassend met 1-2. Uiteindelijk werd FC Barcelona dan toch nog leider in Groep F, waardoor het in de volgende ronde mocht uitkomen tegen het Duitse VfB Stuttgart.
In de achtste finales hield VfB Stuttgart FC Barcelona na een sterke wedstrijd op 1-1, maar ging niet veel later kansloos onderuit. Het totaalvoetbal van de Catalanen leverde op het veld grote verschillen op. FC Barcelona won de terugwedstrijd met 4-0. De enige club in de Champions League met een gelijkaardig spelsysteem was Arsenal FC, de tegenstander in de kwartfinales. FC Barcelona kwam uiteindelijk in Londen 2-0 voor dankzij goals van Zlatan Ibrahimović, maar zag hoe Arsenal zich terug in de wedstrijd knokte. Cesc Fàbregas, die nog bij de jeugd van Barcelona had gespeeld, zorgde uiteindelijk vanaf de stip voor de gelijkmaker. FC Barcelona maakte het in de terugwedstrijd echter alsnog af. Lionel Messi was de absolute uitblinker en scoorde maar liefst vier doelpunten. Arsenal was voordien nog 0-1 voorgekomen via Nicklas Bendtner. In de halve finale was Internazionale de tegenstander. De Italiaanse club onder leiding van de Portugese trainer José Mourinho had Barcelona eerder al in de groepsfase ontmoet. Toen werd het 0-0 in Milaan en 2-0 in Barcelona. Mourinho was in het verleden assistent-trainer bij FC Barcelona. In die periode speelde trainer Guardiola nog als middenvelder voor Barça. Inter won de heenwedstrijd met 3-1. De terugwedstrijd werd een gesloten partij, waarin Inter zich beperkte tot verdedigen. Na enkele opstootjes vielen er heel wat gele kaarten en zelfs een rode. Maar ook met een man meer kon FC Barcelona amper grote kansen versieren. Het bleef lang 0-0 tot Piqué met een schitterende schijnbeweging voor de 1-0 zorgde. Het stadion ontplofte, maar de bevrijdende 2-0 bleef uit. Inter verloor, maar plaatste zich toch voor de finale.

### Wedstrijden
| UEFA Champions League                                 |                                         |                     |                                 | |                                                           |
| Wedstrijddetails                                      | Thuisploeg                              | Uitslag             | Uitploeg                        | Opstelling | Kaarten                                                   |
| Groepsfase                                            |                                         |                     |                                 | |                                                           |
| 16 september 2009 20:45 Stadio Giuseppe Meazza Milaan | Internazionale                          | 0-0                 | FC Barcelona                    | Valdes Dani Alves, Piqué, Puyol, Abidal Xavi, Keita, Yaya Touré Messi, Ibrahimović, Henry (77' Iniesta)                                     | 54' Henry 83' Yaya Touré                                  |
| 16 september 2009 20:45 Stadio Giuseppe Meazza Milaan |                                         |                     |                                 | Valdes Dani Alves, Piqué, Puyol, Abidal Xavi, Keita, Yaya Touré Messi, Ibrahimović, Henry (77' Iniesta)                                     | 54' Henry 83' Yaya Touré                                  |
| 29 september 2009 20:45 Camp Nou Barcelona            | FC Barcelona                            | 2-0                 | FC Dynamo Kiev                  | Valdes Dani Alves, Piqué, Puyol, Abidal Xavi, Keita, Iniesta (46' Pedro), Yaya Touré (68' Busquets) Messi, Ibrahimović (85' Jeffrén)        |                                                           |
| 29 september 2009 20:45 Camp Nou Barcelona            | 26' Messi 76' Pedro                     | 1-0 2-0             |                                 | Valdes Dani Alves, Piqué, Puyol, Abidal Xavi, Keita, Iniesta (46' Pedro), Yaya Touré (68' Busquets) Messi, Ibrahimović (85' Jeffrén)        |                                                           |
| 20 oktober 2009 20:45 Camp Nou Barcelona              | FC Barcelona                            | 1-2                 | Roebin Kazan                    | Valdes Dani Alves (90' Busquets), Piqué, Márquez (80' Keita), Abidal Xavi, Iniesta, Yaya Touré Messi, Ibrahimović, Pedro (66' Bojan)        | 45' Iniesta 88' Dani Alves                                |
| 20 oktober 2009 20:45 Camp Nou Barcelona              | 47' Ibrahimović                         | 0-1 1-1 1-2         | 2' Ryazantsev 73' Karadeniz     | Valdes Dani Alves (90' Busquets), Piqué, Márquez (80' Keita), Abidal Xavi, Iniesta, Yaya Touré Messi, Ibrahimović, Pedro (66' Bojan)        | 45' Iniesta 88' Dani Alves                                |
| 4 november 2009 20:45 Tsentralnystadion Kazan         | Roebin Kazan                            | 0-0                 | FC Barcelona                    | Valdes Dani Alves, Piqué, Puyol, Abidal Xavi, Iniesta, Keita (83' Keita), Yaya Touré Messi, Ibrahimović                                     | 75' Puyol                                                 |
| 4 november 2009 20:45 Tsentralnystadion Kazan         |                                         |                     |                                 | Valdes Dani Alves, Piqué, Puyol, Abidal Xavi, Iniesta, Keita (83' Keita), Yaya Touré Messi, Ibrahimović                                     | 75' Puyol                                                 |
| 24 november 2009 20:45 Camp Nou Barcelona             | FC Barcelona                            | 2-0                 | Internazionale                  | Valdes Dani Alves, Piqué, Puyol, Abidal (89' Maxwell) Xavi, Iniesta (90' Dos Santos), Keita, Busquets Henry, Pedro (85' Bojan)              | 34' Puyol 50' Pedro                                       |
| 24 november 2009 20:45 Camp Nou Barcelona             | 10' Piqué 26' Pedro                     | 1-0 2-0             |                                 | Valdes Dani Alves, Piqué, Puyol, Abidal (89' Maxwell) Xavi, Iniesta (90' Dos Santos), Keita, Busquets Henry, Pedro (85' Bojan)              | 34' Puyol 50' Pedro                                       |
| 17 december 2009 19:00 Valeri Lobanovskystadion Kiev  | FC Dynamo Kiev                          | 1-2                 | FC Barcelona                    | Valdes Dani Alves, Piqué (88' Márquez), Puyol, Abidal Xavi, Iniesta (82' Pedro), Keita, Busquets Messi, Ibrahimović                         | 45' Piqué 77' Ibrahimović 81' Xavi                        |
| 17 december 2009 19:00 Valeri Lobanovskystadion Kiev  | 2' Milevskiy                            | 1-0 1-1 1-2         | 33' Xavi 86' Messi              | Valdes Dani Alves, Piqué (88' Márquez), Puyol, Abidal Xavi, Iniesta (82' Pedro), Keita, Busquets Messi, Ibrahimović                         | 45' Piqué 77' Ibrahimović 81' Xavi                        |
| 1/8 finale                                            |                                         |                     |                                 | |                                                           |
| 23 februari 2010 20:45 Mercedes-Benz Arena Stuttgart  | VfB Stuttgart                           | 1-1                 | FC Barcelona                    | Valdes Piqué, Márquez (59' Milito), Puyol, Maxwell Xavi, Iniesta, Busquets, Yaya Touré (53' Henry) Messi, Ibrahimović                       | 22' Márquez 90' Piqué                                     |
| 23 februari 2010 20:45 Mercedes-Benz Arena Stuttgart  | 25' Cacau                               | 1-0 1-1             | 52' Ibrahimović                 | Valdes Piqué, Márquez (59' Milito), Puyol, Maxwell Xavi, Iniesta, Busquets, Yaya Touré (53' Henry) Messi, Ibrahimović                       | 22' Márquez 90' Piqué                                     |
| 17 maart 2010 20:45 Camp Nou Barcelona                | FC Barcelona                            | 4-0                 | VfB Stuttgart                   | Valdes Dani Alves, Piqué, Puyol, Maxwell Busquets (66' Ibrahimović), Iniesta (88' Bojan), Yaya Touré Messi, Ibrahimović, Henry (78' Milito) |                                                           |
| 17 maart 2010 20:45 Camp Nou Barcelona                | 13' Messi 22' Pedro 60' Messi 89' Bojan | 1-0 2-0 3-0 4-0     |                                 | Valdes Dani Alves, Piqué, Puyol, Maxwell Busquets (66' Ibrahimović), Iniesta (88' Bojan), Yaya Touré Messi, Ibrahimović, Henry (78' Milito) |                                                           |
| 1/4 finale                                            |                                         |                     |                                 | |                                                           |
| 31 maart 2010 20:45 Emirates Stadium Londen           | Arsenal FC                              | 2-2                 | FC Barcelona                    | Valdes Dani Alves, Piqué, Puyol, Maxwell Xavi, Busquets, Keita Messi (86' Milito), Ibrahimović (77' Henry), Pedro                           | 72' Piqué 84' Puyol                                       |
| 31 maart 2010 20:45 Emirates Stadium Londen           | 69' Walcott 85' Fàbregas                | 0-1 0-2 1-2 2-2     | 46' Ibrahimović 59' Ibrahimović | Valdes Dani Alves, Piqué, Puyol, Maxwell Xavi, Busquets, Keita Messi (86' Milito), Ibrahimović (77' Henry), Pedro                           | 72' Piqué 84' Puyol                                       |
| 6 april 2010 20:45 Camp Nou Barcelona                 | FC Barcelona                            | 4-1                 | Arsenal FC                      | Valdes Dani Alves, Márquez, Milito, Abidal (53' Maxwell) Xavi, Busquets, Keita Messi, Bojan (56' Yaya Touré), Pedro (85' Iniesta)           | 26' Van Damme 73' Suarez                                  |
| 6 april 2010 20:45 Camp Nou Barcelona                 | 21' Messi 37' Messi 42' Messi 88' Messi | 0-1 1-1 2-1 3-1 4-1 | 18' Bendtner                    | Valdes Dani Alves, Márquez, Milito, Abidal (53' Maxwell) Xavi, Busquets, Keita Messi, Bojan (56' Yaya Touré), Pedro (85' Iniesta)           | 26' Van Damme 73' Suarez                                  |
| 1/2 finale                                            |                                         |                     |                                 | |                                                           |
| 20 april 2010 20:45 Stadio Giuseppe Meazza Milaan     | Internazionale                          | 3-1                 | FC Barcelona                    | Valdes Dani Alves, Piqué, Puyol, Maxwell Xavi, Busquets, Keita Messi, Ibrahimović (62' Abidal), Pedro                                       | 45' Busquets 51' Puyol 60' Piqué 68' Keita 84' Dani Alves |
| 20 april 2010 20:45 Stadio Giuseppe Meazza Milaan     | 30' Sneijder 48' Maicon 61' D. Milito   | 0-1 1-1 2-1 3-1     | 19' Pedro                       | Valdes Dani Alves, Piqué, Puyol, Maxwell Xavi, Busquets, Keita Messi, Ibrahimović (62' Abidal), Pedro                                       | 45' Busquets 51' Puyol 60' Piqué 68' Keita 84' Dani Alves |
| 28 april 2010 20:45 Camp Nou Barcelona                | FC Barcelona                            | 1-0                 | Internazionale                  | Valdes Dani Alves, Piqué, G. Milito (46' Maxwell) Yaya Touré, Xavi, Busquets (62' Jeffrén), Keita Messi, Ibrahimović (62' Bojan), Pedro     | 27' Pedro                                                 |
| 28 april 2010 20:45 Camp Nou Barcelona                | 83' Piqué                               |                     |                                 | Valdes Dani Alves, Piqué, G. Milito (46' Maxwell) Yaya Touré, Xavi, Busquets (62' Jeffrén), Keita Messi, Ibrahimović (62' Bojan), Pedro     | 27' Pedro                                                 |

### Groepsfase Champions League

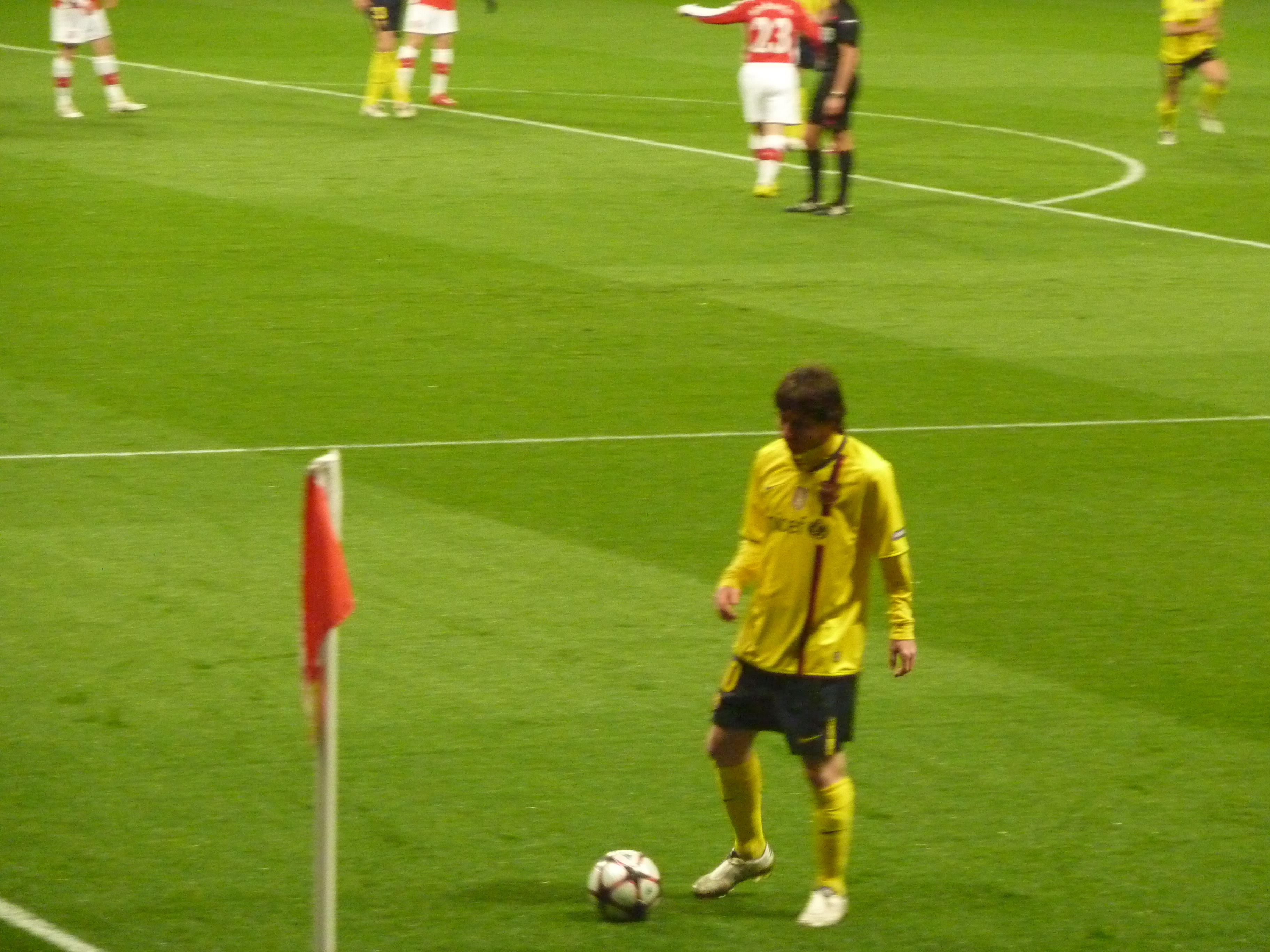
Lionel Messi staat op het punt een hoekschop te nemen tijdens de wedstrijd Arsenal - Barcelona (2-2). (31 maart 2010).

| Groep F | Groep F        | Groep F | Groep F | Groep F | Groep F | Groep F | Groep F | Groep F | Groep F |
|         |                | P       | W       | G       | V       | +       | -       | DS      | Ptn     |
| ------- | -------------- | ------- | ------- | ------- | ------- | ------- | ------- | ------- | ------- |
| 1       | FC Barcelona   | 6       | 3       | 2       | 1       | 7       | 3       | +4      | 11      |
| 2       | Internazionale | 6       | 2       | 3       | 1       | 7       | 6       | +1      | 9       |
| 3       | Roebin Kazan   | 6       | 1       | 3       | 2       | 4       | 7       | −3      | 6       |
| 4       | FC Dynamo Kiev | 6       | 1       | 2       | 3       | 7       | 9       | −2      | 5       |

### Statistieken
| No. | Naam                | Wedstr. |   |   |   |   |   |
| --- | ------------------- | ------- | - | - | - | - | - |
| 1   | Víctor Valdés       | 12      | 0 | 0 | 0 | 0 | 0 |
| 2   | Daniel Alves        | 11      | 0 | 2 | 0 | 0 | 1 |
| 3   | Gerard Piqué        | 11      | 2 | 4 | 0 | 0 | 1 |
| 4   | Rafael Márquez      | 4       | 0 | 1 | 0 | 1 | 2 |
| 5   | Carles Puyol        | 9       | 0 | 3 | 1 | 0 | 0 |
| 6   | Xavi Hernández      | 11      | 1 | 1 | 0 | 0 | 0 |
| 8   | Andrés Iniesta      | 9       | 0 | 1 | 0 | 2 | 4 |
| 9   | Zlatan Ibrahimović  | 10      | 4 | 1 | 0 | 1 | 4 |
| 10  | Lionel Messi        | 11      | 8 | 0 | 0 | 0 | 1 |
| 11  | Bojan Krkić         | 5       | 1 | 0 | 0 | 4 | 1 |
| 13  | José Manuel Pinto   | 0       | 0 | 0 | 0 | 0 | 0 |
| 14  | Thierry Henry       | 6       | 0 | 1 | 0 | 3 | 2 |
| 15  | Seydou Keita        | 10      | 0 | 1 | 0 | 1 | 1 |
| 16  | Sergi Busquets      | 10      | 0 | 1 | 0 | 2 | 2 |
| 17  | Pedro               | 9       | 4 | 2 | 0 | 2 | 3 |
| 18  | Gabriel Milito      | 5       | 0 | 0 | 0 | 3 | 1 |
| 19  | Maxwell             | 7       | 0 | 0 | 0 | 3 | 0 |
| 20  | Jeffrén             | 2       | 0 | 0 | 0 | 2 | 0 |
| 21  | Dmytro Chygrynskiy  | 0       | 0 | 0 | 0 | 0 | 0 |
| 22  | Éric Abidal         | 8       | 0 | 0 | 0 | 1 | 2 |
| 24  | Yaya Touré          | 8       | 0 | 1 | 0 | 1 | 2 |
| 26  | Marc Bartra         | 0       | 0 | 0 | 0 | 0 | 0 |
| 27  | Oriol Romeu         | 0       | 0 | 0 | 0 | 0 | 0 |
| 28  | Jonathan Dos Santos | 1       | 0 | 0 | 0 | 1 | 0 |
| 30  | Rubén Miño          | 0       | 0 | 0 | 0 | 0 | 0 |
| 31  | Gai Assulin         | 0       | 0 | 0 | 0 | 0 | 0 |
| 32  | Andreu Fontàs       | 0       | 0 | 0 | 0 | 0 | 0 |
| 33  | Marc Muniesa        | 0       | 0 | 0 | 0 | 0 | 0 |
| 34  | Thiago Alcántara    | 0       | 0 | 0 | 0 | 0 | 0 |
| 36  | Jonathan Soriano    | 0       | 0 | 0 | 0 | 0 | 0 |

## Individuele prijzen
- Trofeo Pichichi (Spaans topschutter) - Lionel Messi
- Gouden Schoen (Europees topschutter) - Lionel Messi
- Trofeo Zamora (minst gepasseerde doelman) - Víctor Valdés

## Afbeeldingen

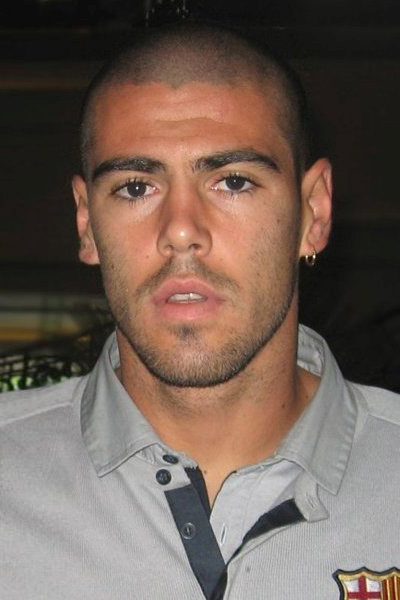
Víctor Valdés (doelman)
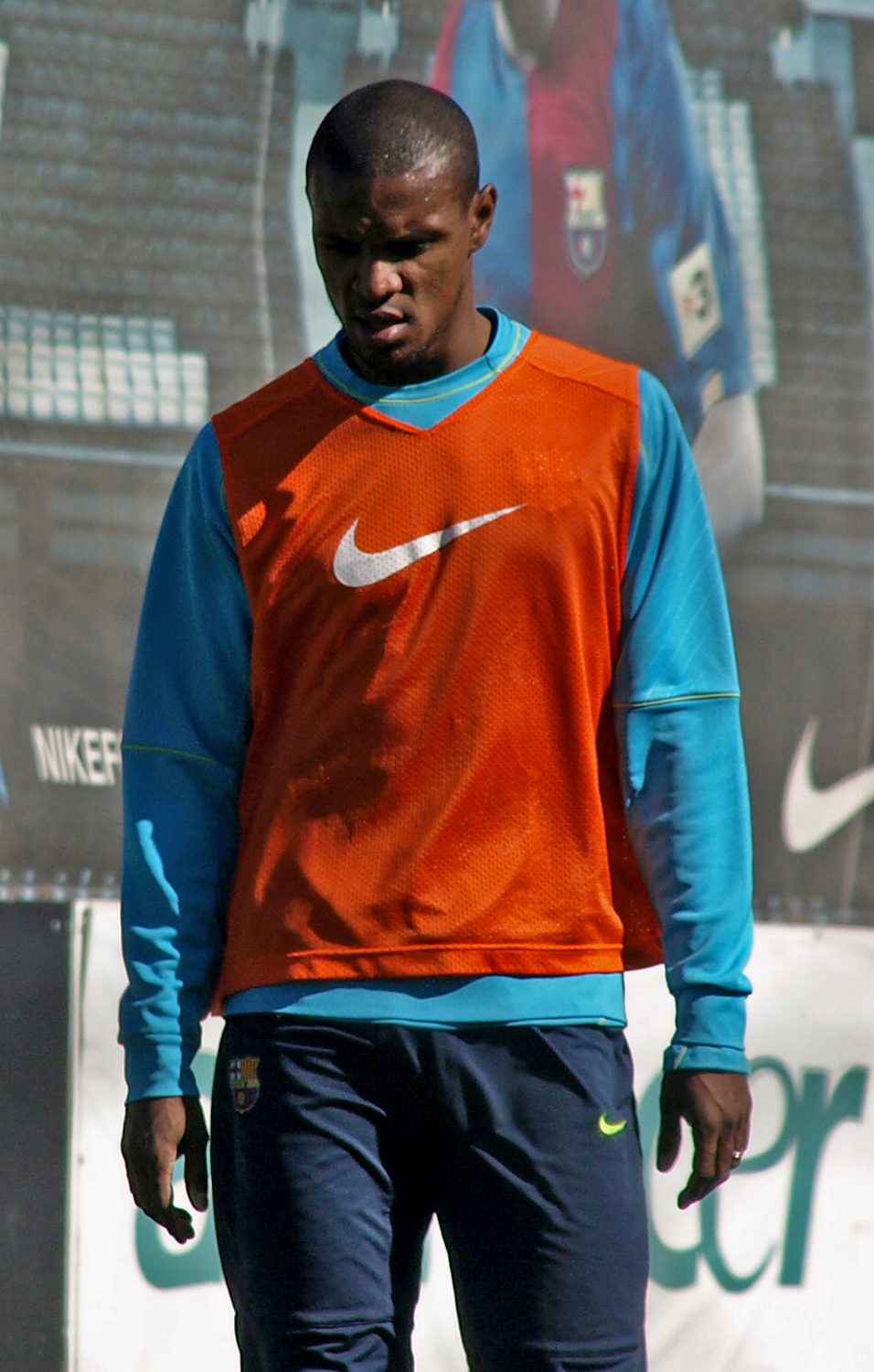
Éric Abidal (verdediger)
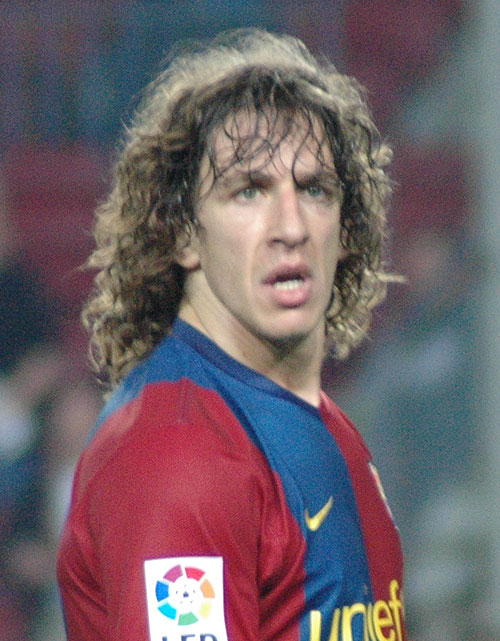
Carles Puyol (verdediger)
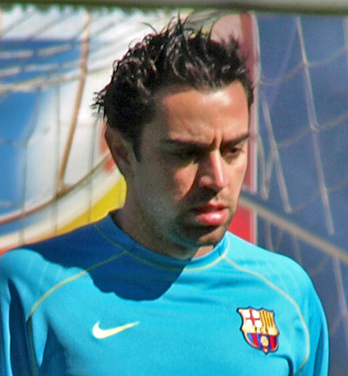
Xavi (middenvelder)
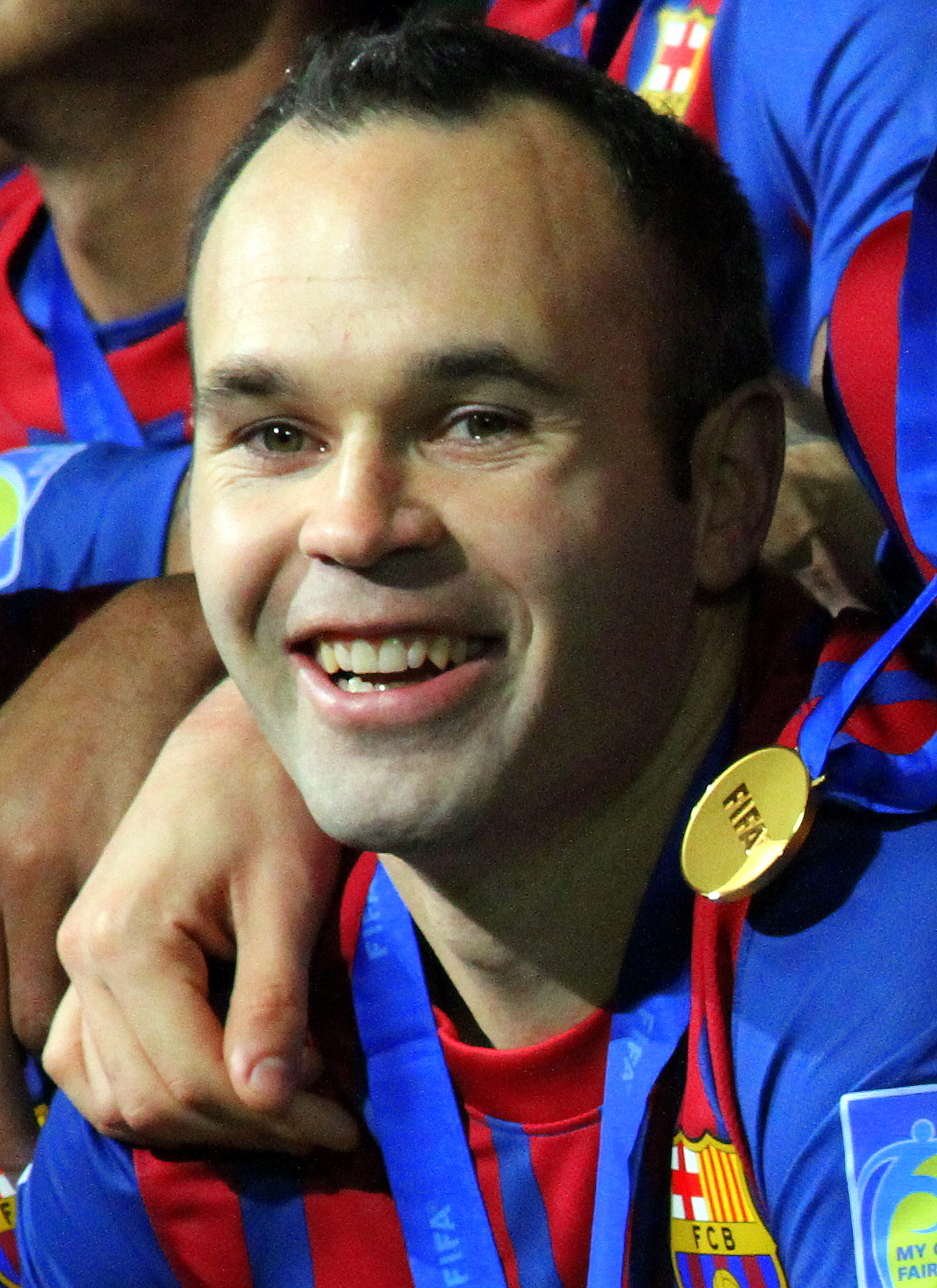
Andrés Iniesta (middenvelder)
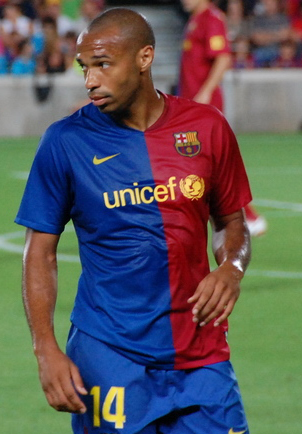
Thierry Henry (aanvaller)
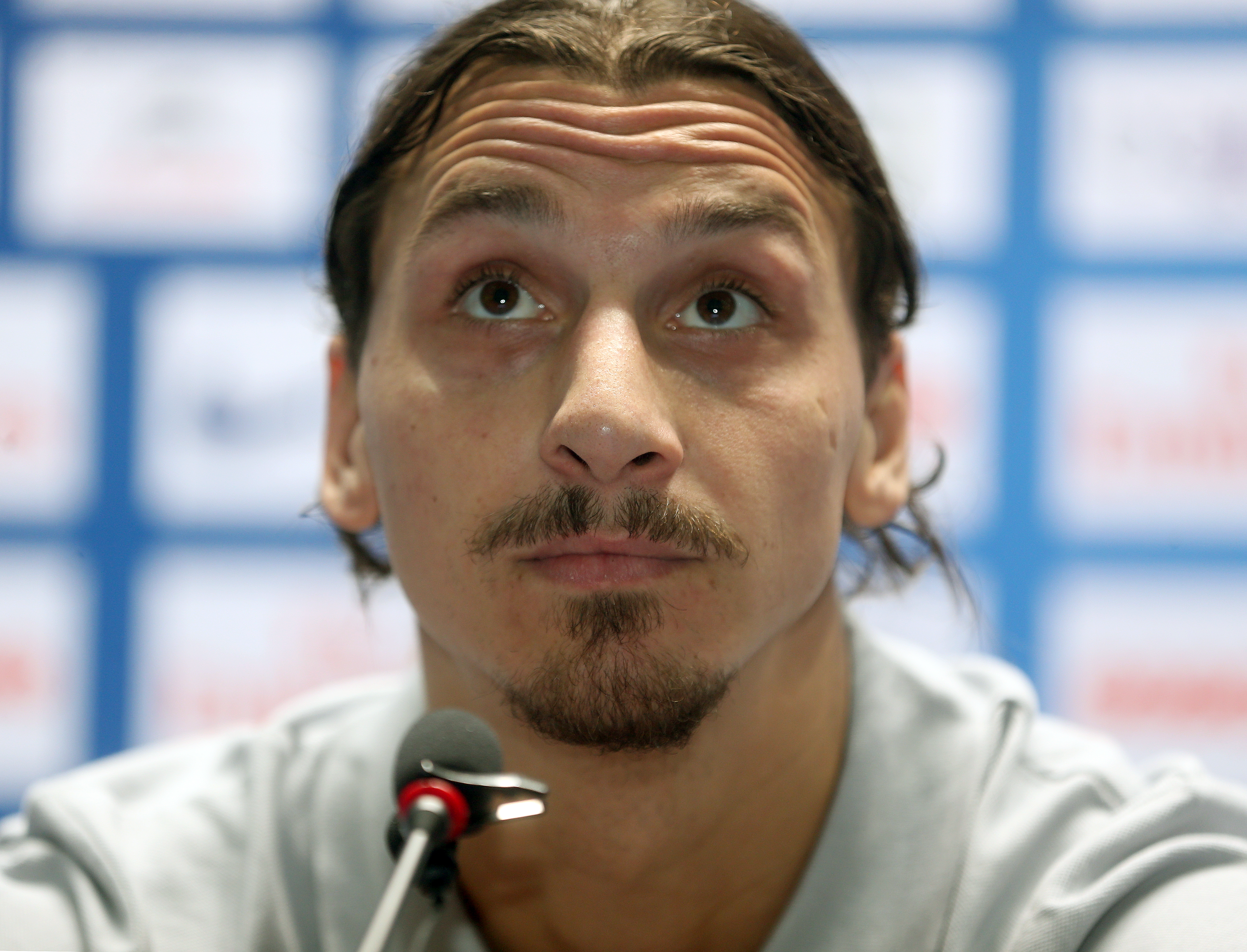
Zlatan Ibrahimović (aanvaller)
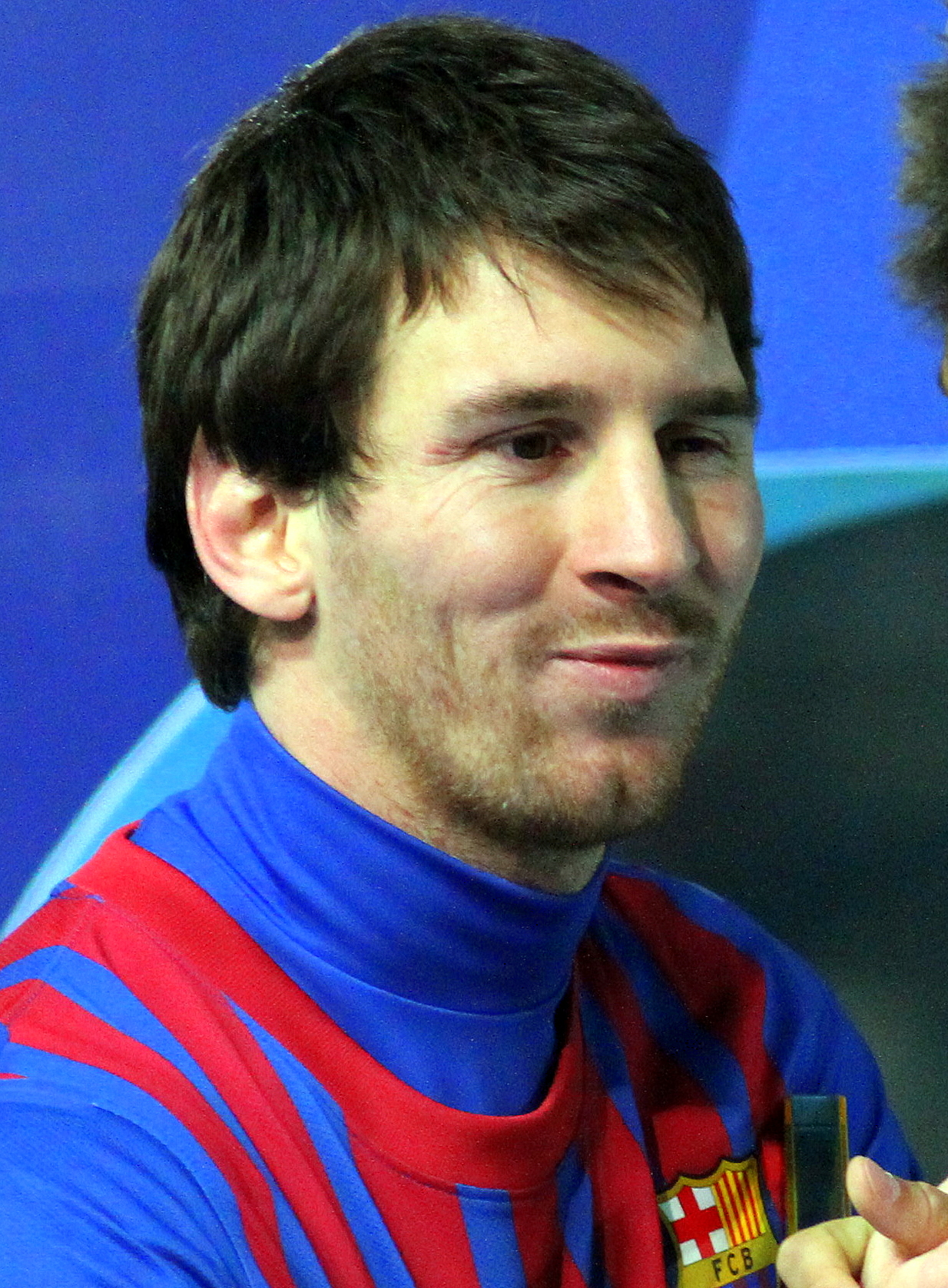
Lionel Messi (aanvaller)

1985/86 · 1986/87 · 1987/88 · 1988/89 · 1989/90
· 1990/91 · 1991/92 · 1992/93 · 1993/94 · 1994/95
· 1995/96 · 1996/97 · 1997/98 · 1998/99 · 1999/00
· 2000/01 · 2001/02 · 2002/03 · 2003/04 · 2004/05
· 2005/06 · 2006/07 · 2007/08 · 2008/09 · 2009/10
· 2010/11 · 2011/12 · 2012/13 · 2013/14 · 2014/15
· 2015/16 · 2016/17 · 2017/18 · 2018/19 · 2019/20
· 2020/21 · 2021/22 · 2022/23 · 2023/24 · 2024/25 · 2025/26